# Citrus (mangá)
Citrus (estilizado como citrus) é uma série japonesa de mangá yuri escrita e ilustrada por Saburouta. Começou a ser publicada pela revista Comic Yuri Hime da editora Ichijinsha, em 17 de novembro de 2012. Citrus foi licenciado em inglês pela Seven Seas Entertainment. e em português pela editora NewPOP  em 2018. A série principal se concluiu em 18 de agosto de 2018 com um total de 41 capítulos, tendo seu volume final lançado em 30 de outubro de 2018. Em dezembro de 2018 iniciou-se o spin-off da série, chamado Citrus+. A série também possui dois CD drama que acompanham o quarto e nono volumes em suas versões de capa A5 (apenas na versão japonesa).
O mangá tornou-se o mais vendido do gênero Yuri/shoujo-ai no Japão, atingindo mais de 1 milhão de cópias vendidas antes mesmo do lançamento de sua animação.

## Enredo
Yuzu Aihara, uma menina espontânea, divertida e ligada em moda, muda-se a uma nova vizinhança e escola após o segundo casamento de sua mãe. Mais preocupada com meninos e compras do que com estudos, Yuzu luta para encaixar-se na escola de meninas conservadoras, logo no primeiro dia se desentende com Mei Aihara, a rígida, esforçada e bela presidente do Conselho Estudantil. Descobre que, devido ao novo casamento de sua mãe, Mei acaba se tornando a nova irmã, que logo na primeira noite lhe roubou o primeiro beijo, despertando sentimentos que Yuzu não compreende.
A série segue a evolução da relação entre as duas meninas, com a animosidade diminuindo lentamente quando ambas começam a aprender mais sobre si, e com a crescente confusão de Yuzu aquando da descoberta que começa a desenvolver sentimentos românticos pela sua nova irmã.

## Personagens
Yuzu Aihara (藍原 柚子, Aihara Yuzu)
Yuzu é a protagonista e nova irmã mais velha de Mei Aihara. Seu pai faleceu quando ainda era jovem. Seu cabelo é tinto de loiro, de cor natural o castanho, e tem olhos verdes. É uma menina ousada, franca e muitas vezes desimpedida, que foi transferida a uma escola de meninas depois que sua mãe se casou novamente. Adepta ao estilo Gyaru, gosta de experimentar roupas, usar maquiagens e personalizar seu uniforme escolar de forma que quebre o código de conduta da escola, muitas vezes ocasionando em discussões com o Conselho Estudantil. Embora suas antigas amigas cressem que era bastante experiente em namoro e relacionamentos, confessa que nunca teve um namorado. Mesmo que pareça um pouco idiota às vezes, com muito trabalho, demonstrou ser capaz de alcançar resultados de testes dentro do top 100 da escola, para a surpresa de Himeko.
Após sua transferência, Yuzu torna-se instantaneamente amiga de Harumi Taniguchi, que possui uma mentalidade semelhante, e as duas são frequentemente vistas a infringir as regras da escola juntas. Em contrapartida, instantaneamente acaba não gostando de Mei, perplexa pela sua atitude fria e avanços sexuais aleatórios. Apesar disso, a frustração de Yuzu transformou-se numa forte atração romântica, desenvolvendo uma proteção para com Mei e uma profunda preocupação com seu bem-estar. Embora lute frequentemente contra seu interesse romântico em Mei, tenta seu melhor para ser a figura de uma boa irmã mais velha, fazendo o que pode para consertar a relação entre Mei e seu pai  e oferecer-lhe apoio. Possui uma amiga de infância chamada Matsuri, que viveu perto de sua antiga casa e costumava lhe ser como uma irmã.[carece de fontes?]
Mei Aihara (藍原 芽衣, Aihara Mei)
Mei é a muito bela e rígida presidente do Conselho Estudantil, estudante honorária, neta do presidente da escola e agora a irmã mais nova de Yuzu (embora as duas frequentem o mesmo ano). É severa, fria e comedida, mas tem um temperamento curto. Apesar de ser muito respeitada pelo Conselho Estudantil, ocasionalmente age ou fala cruelmente. Tal característica, bem como o fato de Mei avançar sexualmente em Yuzu simplesmente para manipulá-la, frustra bastante Yuzu. Inicialmente, Mei havia algum tipo de relacionamento romântico com um professor jovem e bonito, porém Yuzu descobriu-lhe a pretensão de usá-la para apoderar-se de seu dinheiro e revelou suas transgressões, levando-o a deixar a escola. À medida que Yuzu começa a conhecê-la mais, mostra-se que é, na verdade, bastante sensível e solitária, muitas vezes a mexer com o lado protetor de Yuzu.
Uma vez Mei olhou orgulhosamente para seu pai, crendo que um dia ele seria o presidente da escola ela, sua sucessora. No entanto, ele deixou sua posição de professor e abandonou Mei para viajar pelo mundo, tornando-a sucessora da escola e aumentando consideravelmente sua carga de trabalho por conta disso. Mei trabalhou para o bem de seu pai, acreditando que deveria trabalhar duro e manter a escola segura para quando ele voltasse, mas quando percebe que ele não tem a intenção de voltar a trabalhar na escola, fica ressentida e seu relacionamento com ele piora. Embora deseje melhorar seu relacionamento com seu pai, esforça-se para aceitar quem ele se tornou e sente que não tem nada para viver, pois cuidar da escola por causa do pai tinha sido seu propósito assumido na vida. Contudo, a influência de Yuzu leva-a a começar a reparar o relacionamento danificado com seu pai, bem como a encontrar seu próprio propósito na vida.
Em capítulos posteriores, Mei parece reciprocar os sentimentos românticos de Yuzu até certo ponto, tornando-a bastante possessiva devido às relações de Matsuri e Yuzu; abrindo-se-lhe e sentindo-se culpada quando acredita que a está perturbando ou triste pelas suas ações. Ela expressa a Matsuri que é grata por ter conhecido Yuzu.[carece de fontes?]
Harumi Taniguchi (谷口 はるみ, Taniguchi Harumi)
Muitas vezes referida apenas como "Harumim", faz amizade com Yuzu em seu primeiro dia de escola e mostra a Yuzu as rédeas por lá. Embora se tenha adaptado à escola, Harumi também era uma transferida bastante diferente das meninas conservadoras ao seu redor, não tendo interesse em adular Mei Aihara, a presidente do Conselho Estudantil, e muitas vezes quebrando as regras da escola (como portar um celular, sair depois da escola). A vice-presidente do Conselho Estudantil, a quem Harumi se refere como "Óculos-Senpai", observa que essa parece estar mais alegre ultimamente. É alegre, gentil, perspicaz, bem-humorada, tranquila e uma boa amiga à Yuzu, muitas vezes emprestando seu conforto e ajuda nos altos e baixos da vida de Yuzu. Ela também, aparentemente, tem uma irmã de que tem muito medo. Ao encontrar-se com Matsuri no capítulo nono, fica instantaneamente cautelosa e suspeita dela, tentando impedir Yuzu de ficar sozinha com essa.[carece de fontes?]
Himeko Momokino (桃木野 姫子, Momokino Himeko)
Himeko é um membro do Conselho Estudantil e amiga de infância de Mei, atualmente sendo sua mão-direita. É de uma família muito rica, tendo um motorista e pelo menos um mordomo. Nos fins de semana vê-se vestindo roupas à moda lolita. É severa e ciumenta, havendo uma personalidade bastante volátil. Está apaixonada por Mei e é muito possessiva, tornando-se ciumenta quando Yuzu entra na vida da presidente. À medida que a série avança, o papel de Himeko torna-se menos antagônico e, aos poucos, aceita a presença de Yuzu, mesmo sendo frustrada por sua constante quebra de regras da escola. Tem um pequeno cachorro chamado Pucchi.[carece de fontes?]
Matsuri Mizusawa (水沢 まつり, Mizusawa Matsuri)
Matsuri é filha única, cujos pais estão sempre trabalhando e não lhe dão atenção. Ela é a amiga de infância de Yuzu, que viveu perto dela antes dessa se mudar à residência dos Aihara. Frequenta o segundo ano no ensino secundário e faz sua primeira aparição no capítulo oitavo, parecendo ter uma personalidade muito manipuladora e astuta. Vem até Yuzu e Harumi num fliperama e convida-as para irem a um caraoquê. Harumi fica bastante cautelosa e suspeita dela. Ao deduzir a natureza dos sentimentos de Yuzu em relação a Mei, Matsuri professa um interesse romântico em Yuzu e beija-a na frente de Mei, e então ativamente as tenta manipular para mantê-las afastadas uma da outra a fim de cortar seu vínculo. Mais tarde, explica-se como Matsuri se sentia solitária, e como a ideia de perder sua "irmã mais velha", Yuzu, para Mei simplesmente a assustou, levando-a a agir errado. Percebeu como Yuzu e até mesmo Mei preocupam-se com seus sentimentos, e por isso para de pensar nela como uma rival, para vê-la como outra irmã mais velha.
Vende vídeos de masturbação, que encontra na internet, a homens mais velhos através dum aplicativo de celular, e diz-lhes que são dela, como um meio de gerar renda a si.[carece de fontes?]
Sara Tachibana (橘 サラ, Tachibana Sara)
Uma jovem de cabelos brancos com quem Yuzu faz amizade em uma estação de trem de Tóquio depois que ambas perdem um trem (coincidentemente para o mesmo lugar, Kyoto). Sara acredita em coisas como destino e almas gêmeas, e como tal acredita que ela e Yuzu estavam "destinadas a encontrarem-se". Conhecera Mei e tinha uma paixão por ela, com quem teve encontros brevemente, mas acabou desistindo dela para que Yuzu e Mei pudessem estar juntas. Antes de descobrir que estava apaixonada pela mesma pessoa, Sara apoiou Yuzu em confessar seu amor. É a irmã gêmea mais velha de Nina, apesar de parecer mais nova.[carece de fontes?]
Nina Tachibana (橘 ニナ, Tachibana Nina)
Irmã gêmea mais nova de Sara que, ao contrário da irmã, é cética e não acredita em destino. Ajudou Sara e Mei a reunirem-se, e tentou impedir Yuzu de ficar em seu caminho. Tentou forçar Yuzu a aceitar o relacionamento entre elas, a fazê-la prometer que apoiasse o amor de Sara, não importasse o que acontecesse, mas Yuzu decide quenão poderia cumprir essa promessa.[carece de fontes?]

## Lançamento
Citrus foi escrito e ilustrado por Saburouta. Sua serialização teve início na revista bimestral Comic Yuri Hime, da editora Ichijinsha, em 17 de novembro de 2012, tendo quinze capítulos lançados até abril de 2015. O primeiro volume tankōbon publicou-se em 18 de julho de 2013, e o terceiro volume lançou-se em 18 de novembro de 2014. Para anunciar o terceiro volume do mangá, um vídeo a contar a história foi subido no canal da Ichijinsha no YouTube no dia 18 de novembro de 2014. Uma dramatização em CD foi liberada em um vídeo promocional, em conjunto ao quarto volume do mangá, em 18 de julho de 2015. O mangá foi licenciado em inglês pela Seven Seas Entertainment, que começou a lançar a série a partir de 16 de dezembro de 2014. O mangá também foi licenciado na Alemanha e na Tailândia.
Já em janeiro de 2018 Citrus estreou sua adaptação em anime.